# Hinterzarten
El balneario climático Hinterzarten está ubicado en la Alta Selva Negra aproximadamente 25 km  al este de Friburgo.

## Geografía

### Ubicación geográfica
Con una altura de 1400 m llega casi hasta el Feldberg, la cumbre más alta de la Selva Negra con 1493 m, y hasta el borde sudoccidental del lago Titisee a una altitud de 850 m. El lugar más bajo es el Sternenrank con 740 m. Hinterzarten se encuentra en el Parque natural de la Selva Negra Meridional y es atravesado por el arroyo Zartenbach.
|                   |
| Desde el suroeste |

|                                                                    |
| Santuario Maria in der Zarten y trampolín de esquí en el trasfondo |

|                                                            |
| Casa del pintor Hermann Dischler (25/09/1866 - 20/03/1935) |

|                                     |
| Pintura al óleo de Hermann Dischler |